# Abu Simbel
Abu Simbel (arapski: أبو سمبل, Abū Sinbal) je arheološki lokalitet u južnom Egiptu na lijevoj obali Nila, oko 240 km jugozapadno od Asuana; i istoimeno naselje s oko 2.400 stanovnika (2010.). Naziv mu je izveden od starijeg imena lokaliteta, Ipsambul, dok je izvorni staroegipatski naziv bio Meha. Najpoznatiji je po dva špiljska hrama Ramzesa II. iz 13. st. pr. Kr. (oko 1284. pr. Kr.) koji su 1979. godine upisani na UNESCO-ov popis mjesta svjetske baštine u Africi, zajedno sa svetištima do otoka File u blizini Asuana.

## Odlike
Veliki hram Ramzesa II., veličine 25 x 30 m, ima monumentalni ulaz koji naglašavaju i uokviruju četiri kolosalne faraonove skulpture visoke 18 metara u vertikalnoj ikonografskoj perspektivi. Između njihovih nogu, do koljena, smješteni su manji kipovi koji predstavljaju Ramzesovu suprugu. Pored Velike Sfinge iz Starog carstva, Ramzesove skulpture su najveće u Egiptu. Unutrašnjost hrama je urešena prizorima iz života faraona Ramzesa II. Između ostalog tu je i reljef bitke kod Kadeša, na kojemu je Ramzes II. prikazan kao pobjednik. Istina je, da je u najboljem slučaju ova bitka bila neriješena (Hetiti također prisvajaju pobjedu), te je ovo jedan od najstarijih primjera političke propagande. Sama lokacija Velikog hrama, koju je odabrao sam Ramzes II., je također jedna vrsta izražavanja moći i snage Egipta, kako bi se upozorili vječiti neprijatelji na jugu, Nubijci.
Hram je isklesan unutar brda 60 metara a na njegovom unutrašnjem kraju sjede kipovi 4 boga. Hram je čudo egipatskog graditeljstva jer je njegova orijentacija tako savršeno izračunata da sunčeve zrake dvaput godišnje (22. veljače i 22. listopada) prodiru kroz cijeli hram do kipova 4 boga i osvijetle trojicu (Ramzesa II., Ra i Amona). Četvrti bog, Ptah, ostaje uvijek u sjeni jer je on božanstvo asociran s podzemnim svijetom. Ovaj hram je stoljećima ležao zatrpan pijeskom dok ga 1813. godine nije otkrio talijanski pustolov Giovanni Battista Belzoni.
Grobni hram faraonke Nefertari (žene Ramzesa II.) posvećen je božici Hator i ima veličinu od 8 x 12 metara. Pročelje isklesano na stijeni je ukrašeno s dvije skupine figura koje okružuju veliki ulaz; s obje strane dva kralja (faraona) koji nose krune oba kraljevstva (gornjeg i donjeg Nila), a između njih su skulptura kraljice. Sve figure su visoke nešto više od 10 metara i to je prvi put u Starom Egiptu da su figure kraljica jednake veličine kao i kralja. Iznutra je hram ukrašen prizorima iz kraljičina života, a Ramzes II. se pojavljuje sporadično. Kapiteli stupova su oblikovani u lice božice Hator. Unutarnje prostorije su, kao i kod Velikog hrama, nanizane u istoj osi, a na posljednjem zidu (na mjestu oltara) nalazi se skulptura Hator u obliku božanske krave koja izlazi iz planine.

## Povijest
Dolaskom Ramesida na vlast (XIX. dinastija), započinje razdoblje najjačeg Egipatskog carstva u svojim najširim granicama. U umjetnosti vraća se Egipatskom kanonu u najstrožoj verziji – hladne i krute skulpture ogromnih dimenzija s tek pokojim minucioznim detaljem. Vladavinu Ramesida obilježava pretjerani neoklasicizam (štovanje stare umjetnosti), nakon čega egipatska umjetnost brzo počinje gubiti svoju snagu dok se faraonska država počinje raspadati.
Zbog izgradnje Asuanske brane kipovi i hramovi su od 1964. – 1969. godine preneseni 70 m više i 200 m dalje od izvornog položaja. Kompleksni postupak premještanja je organiziran pod pritiskom UNESCO-a.

## Galerija slika
- Blizina dvaju hramova
- Blizina Naserovog jezera
- Plan Velikog hrama
- Kolosalne figure Ramzesa II.
- 22 babuna kako obožavaju sunce ispod Ramzesovih nogu
- Pilon u obliku Ramzesa II. kao Ozirisa
- Ramzes II. kao pobjednik bitke kod Kadeša
- Središnje skulpture osvijetljene
- Plan Malog hrama
- Abu Simbel

## Vanjske poveznice
- Abu Simbel arheološka lokacija @ Google mape
- Abu Simbel  Arhivirana inačica izvorne stranice od 24. ožujka 2009. (Wayback Machine) Internet stranice Egipatske državne informativne institucije.
- Abu Simbel - Archaeowiki.org
- Abu Simbel planovi hrama
- Fotografije Abu Simbela na GlobalAmity.net
- Turističke fotografije Abu Simbela Slike Abu Simbela objavljene preko licence.